# Conophyma zachvatkini
Conophyma zachvatkini is een rechtvleugelig insect uit de familie Dericorythidae. De wetenschappelijke naam van deze soort is voor het eerst geldig gepubliceerd in 1969 door Pravdin.